# Francisco Álvarez Martínez
Francisco Álvarez kardinál Martínez (14. července 1925, Santa Eulalia de Ferrones, Španělsko – 5. ledna 2022 Madrid) byl španělský římskokatolický kněz, emeritní arcibiskup Toleda, kardinál.

znak kardinála Álvareze Martíneze

## Kněz
Studoval v semináři v Oviedu, kněžské svěcení přijal ve zdejší katedrále 11. června 1950. Po získání doktorátu z kanonického práva působil v arcidiecézi Oviedo, kromě pastorace ve farnostech zastával funkce v diecézní kurii (byl sekretářem arcibiskupa a kancléřem).

## Biskup
Dne 13. dubna 1973 byl jmenován biskupem Tarazony, biskupské svěcení přijal 3. června téhož roku. Od července 1975 byl apoštolským administrátorem diecéze Calahorra-La Calzada y Logrono, od prosince 1976 sídelním biskupem této diecéze. V květnu 1989 přešel na biskupský stolec diecéze Orihuela-Alicante. V červnu 1995 ho papež Jan Pavel II. jmenoval arcibiskupem toledským a primasem Španělska. Tuto funkci zastával až do své rezignace v říjnu 2002 vzhledem k dovršení kanonického věku.

## Kardinál
V únoru 2001 ho papež Jan Pavel II. při konzistoři jmenoval kardinálem. Byl jedním z nejstarších členů kardinálského kolegia, který se účastnil konkláve v roce 2005.